# Atolón Bikar
El atolón Bikar es un atolón deshabitado de la cadena Ratak de las islas Marshall. Es uno de los más pequeños de este archipiélago y no está habitado. Está compuesto por 7 islas que abarcan medio kilómetro cuadrado de terreno rodeando en forma de atolón una laguna central de 37 km².
Los cinco islotes principales son Bikar, Jabwelo, Almani, Jabwelo y Jaboero. Debido a su relativo aislamiento de las principales islas del grupo, la flora y la fauna de Bikar han podido existir en un estado relativamente prístino. 

## Geografía
Se encuentra a 579 kilómetros al norte del atolón de Majuro, la capital de las islas Marshall, a 320 kilómetros al sursureste de Bokak y a 115 kilómetros al norte de Utirik, el atolón habitado más cercano. La superficie terrestre es de 0,5 kilómetros cuadrados y rodea una laguna de 37,4 kilómetros cuadrados. Consta de 6 islotes.

## Características físicas
El atolón, con forma de diamante, mide hasta 13 km de norte a sur y hasta 8 km de ancho. Sus seis islotes tienen una superficie combinada de menos de 0,5 kilómetros cuadrados y encierran una laguna poco profunda de 37 kilómetros cuadrados. El arrecife que los rodea es continuo, salvo un estrecho paso situado en el lado occidental. Los principales islotes son Bikar, Jabwelo, Almani y Jaboero. Bikar, el mayor, alcanza una altura de 6 metros sobre el nivel del mar.
Según los resultados de las operaciones de perforación en el atolón de Enewetak (Eniwetok), en la cercana cadena de Ralik de las Islas Marshall, Bikar puede incluir hasta 4 600 pies de material arrecifal sobre una base de roca basáltica. Dado que la mayor parte del crecimiento coralino local se detiene a unos 150 pies por debajo de la superficie del océano, una base coralina pétrea tan masiva sugiere un hundimiento isostático gradual del volcán extinto subyacente, que a su vez se eleva 10 000 pies desde el fondo oceánico circundante. Los fósiles de aguas poco profundas tomados justo por encima de la base de basalto de Enewetak están datados en unos 55 millones de años.
Las escasas precipitaciones y las altas temperaturas provocan condiciones de aridez. El agua de la isla de Bikar no es tan salobre como la del atolón de Taongi, igualmente árido, lo que permite que sobrevivan los cocos plantados por los isleños visitantes del atolón de Utirik.
Al igual que el Atolón Taongi, la combinación de una laguna casi completamente cerrada y las olas impulsadas sobre el arrecife por los vientos alisios predominantes hacen que el nivel del agua se sitúe unos 0,5 m por encima del nivel medio de la marea.

### Clima
Bikar es uno de los atolones más secos de las Islas Marshall, con un carácter semiárido. La temperatura media anual es de aproximadamente 28 °C (82 °F). La precipitación media anual es inferior a 45 pulgadas (1.143 mm), y cae principalmente durante la temporada de lluvias de julio a octubre. Los vientos predominantes son del norte al noreste.

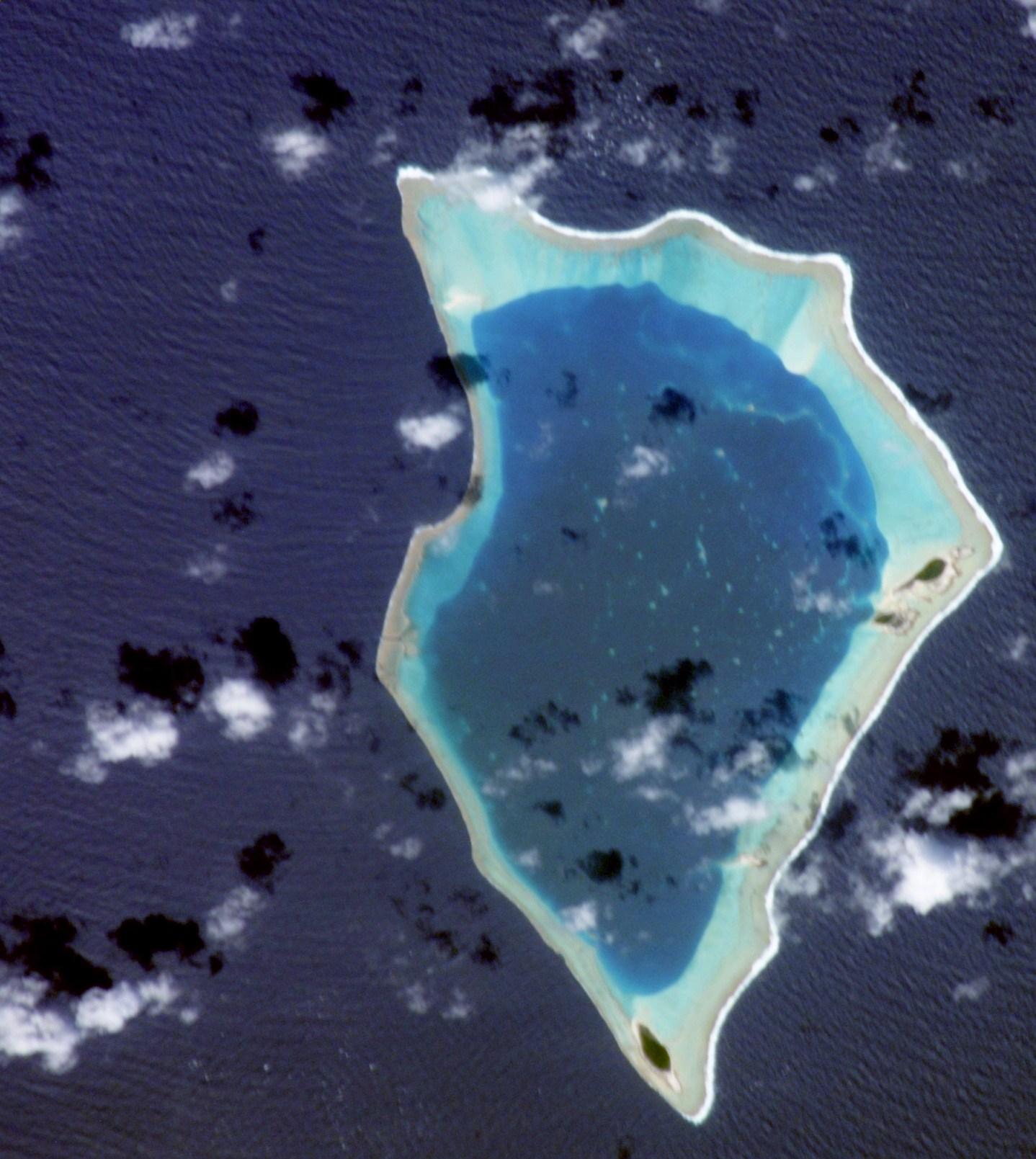
Atolón Bikar fotografiado desde la Estación Espacial Internacional en 2002

### Vegetación
Las especies vegetales del bosque del atolón incluyen Pandanus tectorius, Lepturus repens, Cocos nucifera, Boerhavia repens, Pisonia grandis, Portulaca lutea, Triumfetta procumbens, Tournefortia argentea y Scaevola sericea, así como zonas de matorral del atolón y enredaderas. Gran parte del bosque de Pisonia observado en estudios anteriores fue devastado por un ciclón, tal vez el tifón María, en 1977. Es probable que se trate de un acontecimiento que se repite de forma natural Un pequeño número de cocoteros plantados por los isleños visitantes sobreviven. Un estudio realizado en 1952 reveló que producían pequeñas nueces que contenían leche amarga.

### Fauna
El estatus de Bikar como importante lugar de anidación de aves marinas se vio afectado por un ciclón y la introducción de especies de ratas más agresivas.
En un estudio de 1969 se encontraron 23 especies de aves, de las cuales 19 se observaron durante un recuento de seguimiento en 1988. Entre las especies que se reproducen en mayor número ese año se encuentran la fragata grande y el piquero de patas rojas. Su número parece haberse reducido debido a la destrucción de los bosques de Pisonia. Otras especies que se reproducen son el faetón colirrojo, el rabijunco común, el piquero enmascarado, el piquero pardo, el charrán blanco, el charrán pardo y el charrán sombrío.
Entre las aves migratorias se encuentran un pequeño número de torcaces, vuelvepiedras común, zarapitos, chorlitos dorados y garzas de arrecife
Bikar es también un importante lugar de anidación de la amenazada tortuga verde, habiéndose observado más de 250 lugares de anidación en 1988
La rata polinesia es común en Bikar y Jabwelo. En 1993 se observó una "explosión demográfica" de ratas no polinesias en el atolón, probablemente introducidas por los arrastreros de pesca asiáticos que operan ilegalmente en las proximidades de Bikar. Ello hizo temer por los importantes lugares de anidación de tortugas y aves.
La fauna coralina carece de diversidad y muestra signos de frecuentes daños por tormentas. Los corales incluyen varios géneros que no se ven en el atolón de Taongi, y la diversidad de peces es mucho mayor, como el pargo rojo de dos manchas, el pargo rojo jorobado, el mero leopardo y el pez loro jorobado.
Los mariscos incluyen la ostra perla de labios negros, la almeja pata de oso, la almeja máxima y el caracol marino Trochus. No se han visto mamíferos marinos en la laguna.

## Historia

### Prehistoria
Aunque los seres humanos emigraron a las Islas Marshall hace unos 2000 años y Bikar fue visitada ocasionalmente por los marshallianos, no hay pruebas de que haya habido nunca una población humana residente. La falta de agua y la susceptibilidad del atolón a los ciclones y las tormentas indican que probablemente seguirá deshabitado. El atolón ha sido utilizado tradicionalmente para la caza y la recolección, en particular de aves marinas y tortugas, por los habitantes de otros atolones de la cadena de Ratak del norte. Junto con los otros atolones deshabitados de Ratak del norte, Bokak (Taongi) y Toke, Bikar era tradicionalmente la propiedad hereditaria de la cadena de atolones de Ratak Iroji Lablab. La explotación de las abundantes tortugas marinas, aves y huevos estaba regulada por la costumbre y supervisada por los Iroji.

### SigloXIX

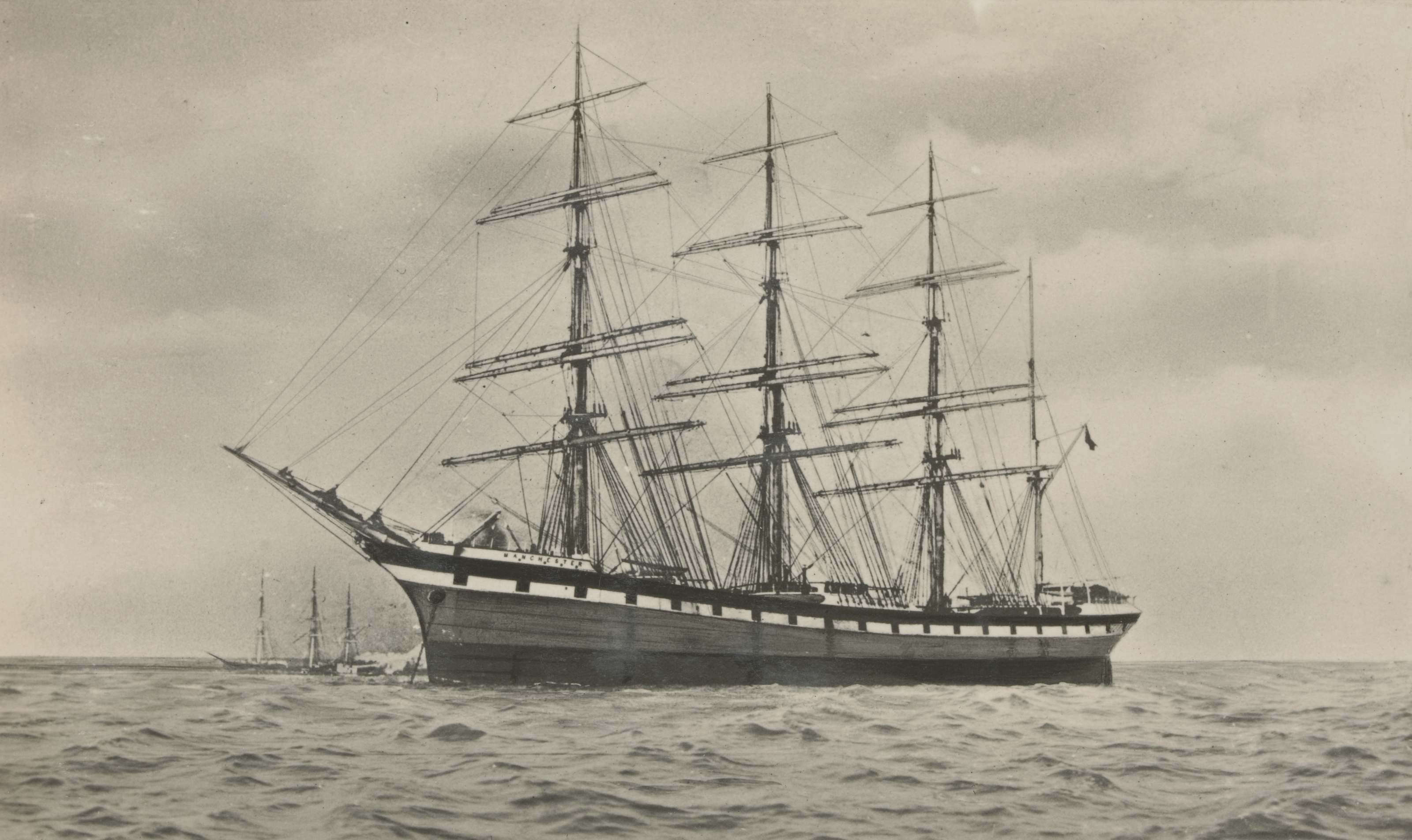
El Manchester

El bergantín ruso Rurik, con el capitán Otto von Kotzebue, lo visitó en el verano de 1817 durante la búsqueda de un paso hacia el norte entre el oeste de Rusia y sus territorios norteamericanos.
La corbeta francesa Danaide, con el capitán J. de Rosamel, visitó el atolón en agosto de 1840 durante un estudio hidrográfico de las islas del Pacífico.
A finales del siglo XIX, Bikar fue objeto de varias transacciones comerciales relacionadas con la creciente presencia alemana en las Islas Marshall. El 12 de enero de 1880, Bikar fue vendido por Iroojs Jurtaka y Takular de Maloelap, y el 19 de junio, vendido por Irooj Lajikit y Tannara de Utirik a Adolph Capelle & Co. El 18 de diciembre de 1883, el atolón fue vendido a Deutsche Handels und Plantagengesellschaft. España transfirió la soberanía al Imperio de Alemania en 1885, y en diciembre de 1887 los derechos de propiedad fueron transferidos a la Jaluit Gesellschaft.
En 1900, el Manchester, un carguero de cuatro mástiles y de 2851 toneladas con una carga de queroseno, desapareció en el mar entre Nueva York y Yokohama. En 1901 se descubrieron en Bikar restos y señales de habitabilidad, lo que sugiere que el barco había naufragado allí y que los supervivientes habían salido en botes salvavidas poco antes del descubrimiento. Desde entonces no se ha encontrado ningún rastro de la tripulación ni de los pasajeros.

## SigloXXhasta la actualidad

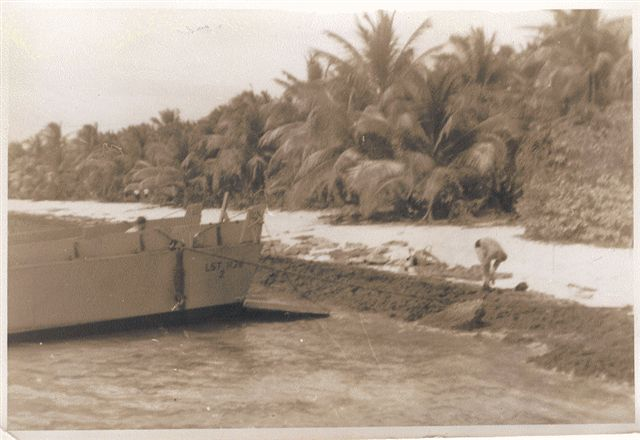
Un grupo de desembarco del USS Steuben County, desembarca en el atolón de Bikar en busca de supuestos rezagados japoneses.

En 1914, el Imperio de Japón ocupó las Islas Marshall y transfirió las propiedades del gobierno alemán a las suyas, incluyendo Bikar. Al igual que los alemanes antes que ellos, la administración colonial japonesa (el Mandato del Pacífico Sur) no intentó explotar el atolón, y los marshallianos de Radak del Norte siguieron cazando y pescando sin ser molestados. Tras el final de la Segunda Guerra Mundial, la isla pasó a estar bajo el control de Estados Unidos como parte del Territorio en Fideicomiso de las Islas del Pacífico. En 1951, el Servicio Geológico de Estados Unidos y el Cuerpo de Ingenieros del Ejército patrocinaron una expedición a los atolones de Bikar y Taongi para caracterizar su entorno primitivo.
En abril de 1953, mientras se dirigía a Asia desde los Estados Unidos, el LST 1138, que posteriormente recibió el nombre de USS Steuben County, echó el ancla en Bikar para buscar supuestos rezagados japoneses. El grupo de desembarco no encontró señales de ningún ocupante.
En 1954, la pluma de lluvia radioactiva de la prueba nuclear Castle Bravo pasó sobre Bikar unas 20 horas después del disparo. Según las cenizas de las muestras vegetales tomadas el 9 de marzo, el atolón estaba contaminado por unos 1.400.000 d/m/gm de material radiactivo, en comparación con los 35.000.000 d/m/gm de las muestras de suelo más contaminadas del atolón de Rongelap, y los 950 d/m/gm del atolón de Majuro, varios cientos de millas al sur del patrón de lluvia radiactiva. Esta experiencia condujo a un estudio aéreo previamente planificado de los atolones adyacentes a la prueba posterior del 27 de marzo de Castle Romeo, cronometrado a una y cuatro horas después del disparo. Los aviones estaban equipados con detectores de radiación gamma diseñados para medir la contaminación del suelo desde altitudes de 200 a 500 pies. Un sobrevuelo de la isla de Bikar midió 0,1 mrem/hora (1 μGy) una hora después del disparo, aumentando a 15 mrem/hora (150 μGy) tres horas después.
En 1962, 19 pescadores japoneses del barco pesquero Daitei Maru n.º 15 quedaron abandonados en el atolón de Bikar durante varios días antes de ser rescatados por los guardacostas estadounidenses.
Un estudio realizado en 1981 sobre los peces e invertebrados de la laguna descubrió que el nivel de radionucleótidos en el tejido muscular estaba dentro del rango encontrado en los productos pesqueros importados a los mercados estadounidense y japonés. La fuente mundial de radionucleótidos en el mar es el resultado de las pruebas nucleares atmosféricas realizadas desde 1945, por lo que cualquier actividad residual de la serie de la operación Castle de los años 50 contribuye sólo a una pequeña fracción de la contaminación en la vida marina de la laguna.
En la actualidad, no se han identificado restos arqueológicos de asentamientos polinesios. En la bifurcación norte del paso del arrecife se encuentra el pecio casi completo y corroído de un barco pesquero japonés.